# 지붕 위의 사나이
지붕 위의 사나이(스웨덴어: Mannen Pa Taket, 영어: The Man On The Roof)는 스웨덴에서 제작된 보 비데르베리 감독의 1976년 영화이다. 스벤 볼테르 등이 주연으로 출연하였다. 

## 해외 출시
대한민국 출시명은 지붕 위의 범인이다.

## 출연

### 주연
- 칼구스타프 린스테트
- 스벤 볼테르
- 토마스 헬베리

### 조연
- 호칸 세르네르
- 벨란 로스
- 잉바르 히르드발
- 비르기타 발베리
- 폴케 요르트